# Madeleine Martin
Madeleine Martin (* 15. dubna 1993 New York) je americká herečka. Již od sedmi let vystupovala na Broadwayi. V televizi poprvé vystupovala v roce 2003, konkrétně v jedné epizodě seriálu Zákon a pořádek. V letech 2007 až 2014 hrála jednu z hlavních rolí v seriálu Californication. Dále hrála například v seriálu Hemlock Grove (2014–2016) nebo filmu Legendary (2010).